# Ellipteroides (Protogonomyia) lenis
Ellipteroides (Protogonomyia) lenis is een tweevleugelige uit de familie steltmuggen (Limoniidae). De soort komt voor in het Oriëntaals gebied.